# The Craigslist Killer
The Craigslist Killer, in stilisierter Schreibweise auch the//craigslist.killer, ist ein US-amerikanischer Kriminalfilm aus dem Jahr 2011. Die Regie führte Stephen Kay, das Drehbuch schrieben Donald Martin und Stephen Tolkin. Die Hauptrollen spielten Jake McDorman und Agnes Bruckner. Der Film erzählt den wahren Fall des Medizinstudenten Philip Markoff, der Frauen ausraubte und ermordete, die über die Internet-Anzeigenplattform Craigslist erotische Dienstleistungen anboten. Der Film ist eine Adaption des Krimibuchs A Date with Death: The Secret Life of the Accused „Craigslist Killer“, geschrieben von Michele McPhee.

## Handlung
Der Medizinstudent Philip Markoff hat als Jahrgangsbester eine glänzende Zukunft vor sich: Seine Verlobte Megan und er sind sehr glücklich und wollen schon bald heiraten, von seinen Professoren, Kommilitonen und Freunden wird er bewundert und geschätzt. So ahnt niemand etwas von seinem Doppelleben, in dem er Frauen durch Anzeigen auf der Internet-Plattform Craigslist trifft und ihnen so bei erotischen Dienstleistungen Gewalt antut. Um seine dunklen Fantasien in die Tat umsetzen zu können, besorgt sich Markoff nach einem ersten harmlosen Besuch bei einer Prostituierten zunächst Kabelbinder, Duct-Tape und mehrere Wegwerfhandys in einem Baumarkt. Mit einem fremden Ausweis erwirbt er eine 9-mm-Pistole. Megan bekommt währenddessen von seinem Doppelleben nichts mit und glaubt an eine strahlende und glückliche Zukunft mit Philip. Einzig das überzogene gemeinsame Konto und unbezahlte Rechnungen machen sie stutzig, wofür Philip jedes Mal eine plausible Ausrede hat.
Sein erstes Opfer ist Trisha Leffler, die auf Craigslist ihre Dienste als Escort-Dame angeboten hat. Markoff fesselt, knebelt und beraubt Trisha in ihrem Hotelzimmer mit vorgehaltener Waffe ihrer Kreditkarte. Bei diesem Überfall nimmt er den Slip des Opfers als Souvenir mit. Ermittlungen der Polizeibeamten Detective Frye und Detective Bennett ergeben im Nachhinein, dass Markoff durch Überwachungskameras im Hotel aufgezeichnet wurde. Sie leiten aus dem Videomaterial ab, dass der Täter ein psychopathischer Frauen-Quäler ist, der von außen ruhig, attraktiv und nicht bedrohlich erscheint. Inzwischen versteckt Markoff seine Pistole zuhause in einem ausgehöhlten Buch unter dem Bett. Sein zweites Opfer und zugleich erstes Mordopfer ist Julissa Brisman, die als Masseuse ihre Dienstleistungen auf Craigslist angeboten hat. Als Markoff sie in ihrem Hotelzimmer mit der Waffe bedroht, versucht Julissa sich körperlich zu verteidigen, scheitert aber und er überwältigt und erschießt sie letztendlich. Die Polizisten Bennett und Frye finden allmählich Verbindung zu anderen Frauen, die auf Craigslist inseriert hatten und überfallen wurden. Diesmal trägt Markoff eine sichtbare Verletzung am Hals durch Julissas Selbstverteidigungsversuch davon, wofür er sich vor seiner Verlobten Megan rechtfertigen muss. Auch in diesem Fall findet er wieder eine plausible Ausrede für die Verletzung. Die Polizei schätzt den Täter inzwischen als beziehungsunfähigen, sexuell gehemmten Einzelgänger und Sozialphobiker ein, der keinen Wert auf Status und Leistung legt. Dennoch gibt es bisher keine scharfen und eindeutigen Videoaufnahmen von dem Gesicht des Täters. Sein drittes Opfer ist Cynthia Melton, die auf Craigslist ihre Dienste als Lapdancerin angeboten hat. Markoff bedroht sie in ihrem Hotelzimmer mit vorgehaltener Waffe und beabsichtigt sie auszurauben, bis ihr Freund dazwischengeht und Markoff flieht.
Als Markoff nach Hause kommt, konfrontiert Megan ihn damit, dass er die Miete für die Wohnung seit drei Monaten nicht gezahlt hat, und er gibt als Begründung das stressige Lernen für sein Medizinstudium und die mühsame Aufrechterhaltung einer perfekten Fassade für seine Verlobte und sein Umfeld an. Nach dem Streit verspricht er Megan, die Mietrückstände zu bezahlen. Inzwischen kommen die Polizisten dem Täter durch eine ermittelte IP-Adresse durch E-Mail-Kontakt mit Julissa Brisman immer näher und stoßen dabei auf den Namen Philip Markoff. Durch die weiter zunehmende Berichterstattung über den Craigslist-Killer im Fernsehen kommt Markoff zunehmend in Bedrängnis vor seiner Verlobten und versucht mit ihr in ein Hotel zu flüchten, mit der Begründung, sich eine Auszeit nehmen zu wollen. Bei dem Fluchtversuch wird Markoff jedoch von der Polizei festgenommen und in Untersuchungshaft gebracht. Vor seiner Verlobten und der Polizei tut Philip Markoff weiterhin so, als sei er unschuldig und hätte mit den Taten nichts zu tun. Bei der Wohnungsdurchsuchung durch die Polizei werden die Pistole und die Slips als Trophäen gefunden. In der Gefängniszelle unternimmt Markoff seinen ersten Selbstmordversuch, der durch einen Gefängniswärter vereitelt wird. Megan glaubt währenddessen weiterhin fest an die Unschuld von Philip und betont dies auch vor der Presse. Durch die immer neuen Informationen über ihren Verlobten durch die Polizei kommen ihr jedoch zunehmend Zweifel an der Unschuld von Philip. Schließlich trennt sie sich während eines Besuchs bei Philip im Gefängnis von ihm. Daraufhin begeht Philip Markoff Selbstmord in seiner Gefängniszelle. In der letzten Szene liegen Philip und Megan in einer Traumsequenz auf einer Wiese und philosophieren über ihre glänzende Zukunft.

## Rezeption
Auf Rotten Tomatoes erhielt The Craigslist Killer einen Audience-Score von 34 %, basierend auf mehr als 500 Bewertungen. Die Fernsehzeitschrift TV Spielfilm urteilte, der Killer dieser „schnell vergessen[en]“, „blasse[n] 08/15-TV-Ware“ mache ihnen „keine Angst“.